# Бродяга (фільм, 2000)
Бродяга (англ. The Stray) — американський трилер 2000 року.

## Сюжет
Випадково збивши машиною перехожого — бродягу, Грейсон почуває себе у відповіді за життя бездомного. Турбуючись про нещасного, вона привозить його до себе на ранчо. Новий знайомий сильно нагадує їй недавно померлого батька. Взаємне розташування швидко перетворюється в дружбу, а потім переростає в романтичний зв'язок. Вона непідозрює, що схожість з батьком не випадкова, а прихована лють озлобленого незнайомця може коштувати їй життя.

## У ролях
- Майкл Медсен — Бен
- Енджі Еверхарт — Кейт Грейсон
- Стефан Лисенко — Джил Дрепер
- Френк Загаріно — Карл
- Сейді Лопез — Таня
- Бейлі Чейз — Кіт
- Гаррет Воррен — Волтер
- Джей Капуто — Коллін
- Леслі Ісій — доктор Каплан
- Джон Майкл Морган — Блейк
- Фред Конклін — фотограф
- Глорія Грант — Глорія Пендлтон
- Ерік Поппік — Тейт
- Ньюелл Александр — шеф Джеймс
- Джералд Хендерсон — Ед (в титрах не вказаний)